# Mamut Polska
Mamut Polska S.A. – polskie przedsiębiorstwo piekarskie z siedzibą w Poznaniu, producent bułki tartej, wyróżnionej znakiem jakości Q oraz wyrobów sygnowanych certyfikatem Poznaj Dobrą Żywność.

## Historia

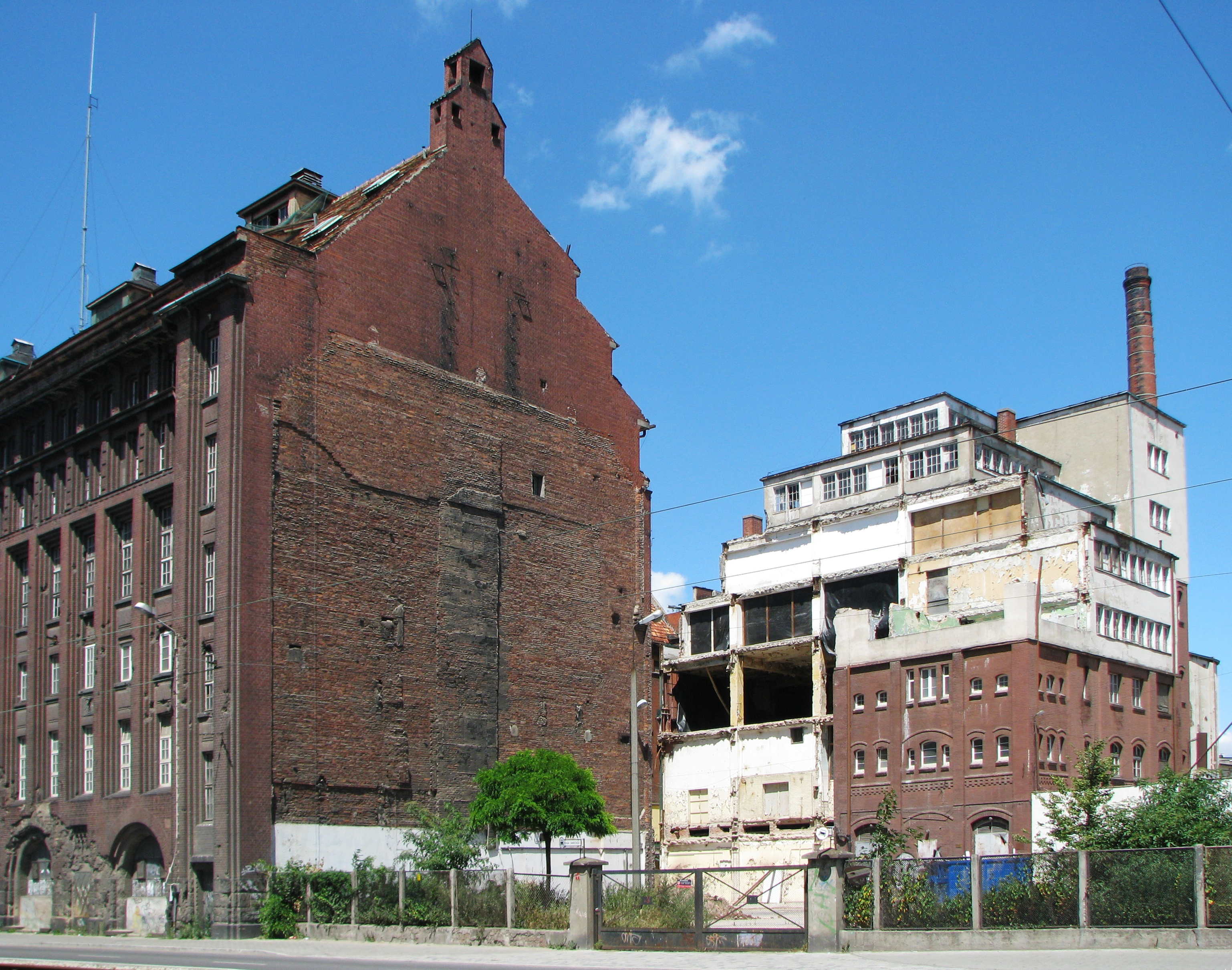
Dawny budynek piekarni Mamut przy ul. Sienkiewicza we Wrocławiu

Piekarnia istniejąca we Wrocławiu jeszcze przed II wojną światową została przejęta przez PSS Społem Jej siedzibą był budynek magazynów piekarni należącej do Breslauer Consum Verein przy dzisiejszej ul. Henryka Sienkiewicza. Była jedną z największych piekarni w Polsce. Jej nazwa pochodzi od wielkich pieców piekarniczych. W roku 1988 wydajność przedsiębiorstwa wynosiła 80 ton pieczywa na dobę
Od 2008 roku, jako spółka z ograniczoną odpowiedzialnością, przedsiębiorstwo Mamut specjalizuje się w wyrobach długotrwałych. W 2012 piekarnia przestała produkować chleb. W 2016 roku przekształciła się w spółkę akcyjną. Obecnie produkty sygnowane charakterystycznym logo znajdują zastosowanie zarówno w gospodarstwach domowych, jak i w kanałach HoReCa oraz B2B. Polscy konsumenci kojarzą przedsiębiorstwo Mamut z takimi produktami jak: sucharki, bułka tarta, biszkopty oraz grzanki. W produkcji tych pierwszych jest ona krajowym liderem.
Obecnie produkty Mamut trafiają nie tylko na polski rynek. Ich sprawdzona receptura od lat doceniana jest również przez konsumentów m.in. w Kanadzie, Stanach Zjednoczonych, Grecji, Czechach, Słowacji, Wielkiej Brytanii, Rumunii i Holandii. Priorytetem spółki jest stały rozwój w oparciu o światowe trendy żywieniowe. Przedsiębiorstwo jest liderem krajowym w produkcji sucharów, kontrolując 90% rynku wycenianego na 25 mln zł.

## Lokalizacja
Siedziba przedsiębiorstwa mieści się w Poznaniu przy ulicy Jana Henryka Dąbrowskiego 104/3.
Spółka posiada również zakład produkcyjny zlokalizowany we Wrocławiu przy ulicy Muchoborskiej 3 oraz oddział w Bydgoszczy przy ulicy Bolesława Rumińskiego 6.

## Profil produkcji
- Bułka tarta

Bułka Tarta Wrocławska
- Sucharki

Sucharki delikatesowe extra, sucharki bez dodatku cukrów, sucharki z rodzynkami, sucharki Graham, sucharki Chruperrr z żurawiną, sucharki Chruperrr z rodzynkami
- Biszkopty

Biszkopty Wrocławskie, biszkopty Wrocławskie bezcukrowe, biszkopty z błonnikiem
- Bezy
- Groszek ptysiowy

Mamut Polska S.A. jest również wyłącznym dystrybutorem bułki tartej/panieru z ciecierzycy oraz wafli ryżowych Active.

## Certyfikacja
Przedsiębiorstwo ma certyfikat systemu wg wymagań ISO:9001 i FSSC 22000 oraz znak jakości Q przyznany bułce tartej wrocławskiej i znak Poznaj Dobrą Żywność dla takich wyrobów jak m.in.: bułka tarta wrocławska, biszkopty wrocławskie, sucharki z rodzynkami.